# Драчинецька сільська рада
Драчине́цька сільська́ ра́да — адміністративно-територіальна одиниця та орган місцевого самоврядування в Кіцманському районі Чернівецької області. Адміністративний центр — село Драчинці.

## Загальні відомості
- Населення ради: 2 939 осіб (станом на 2001 рік)

## Населені пункти
Сільській раді були підпорядковані населені пункти:
- с. Драчинці
- с. Нові Драчинці

## Склад ради
Рада складалася з 19 депутатів та голови.
- Голова ради: Прокопець Корниль Сильвестрович
- Секретар ради: Танасюк Василь Георгійович

### Керівний склад попередніх скликань
| Прізвище, ім'я, по батькові     | Основні відомості                                                                              | Дата обрання | Дата звільнення |
| ------------------------------- | ---------------------------------------------------------------------------------------------- | ------------ | --------------- |
| Прокопець Корній Сільвестрович  | Сільський голова, 1963 року народження, член Народного Руху України                            | 26.03.2006   | 31.10.2010      |
| Прокопець Корниль Сильвестрович | Сільський голова, 1963 року народження, освіта середня спеціальна, член Народного Руху України | 31.10.2010   |                 |

Примітка: таблиця складена за даними сайту Верховної Ради України

### Депутати
За результатами місцевих виборів 2010 року депутатами ради стали:

#### За суб'єктами висування
| Суб'єкт висування        | Кількість обраних депутатів | %  |
| ------------------------ | --------------------------- | -- |
| Самовисування            | 18                          | 90 |
| Партія «За Права Людини» | 2                           | 10 |

#### За округами
| № округу                 | Прізвище, ім'я, по батькові   | Дата визнання обраним | Освіта             | Партійна приналежність | Відомості про обраного депутата                                                                      |
| ------------------------ | ----------------------------- | --------------------- | ------------------ | ---------------------- | --- |
| Партія «За Права Людини» |                               |                       |                    |                        | |
| 1                        | Кошурба Григорій Григорович   | 01.11.2010            | вища               | позапартійний          | Чернівецький обласний інститут післядипломної педагогічної освіти, методист програмного забезпечення |
| 7                        | Юрчук Ганна Василівна         | 01.11.2010            | вища               | позапартійна           | тимчасово не працює                                                                                  |
| Самовисування            |                               |                       |                    |                        | |
| 2                        | Кошурба Василь Васильович     | 01.11.2010            | середня            | позапартійний          | Драчинецька місцева пожежна частина, бієць                                                           |
| 3                        | Казимір Іван Іванович         | 01.11.2010            | середня            | позапартійний          | тимчасово не працює                                                                                  |
| 4                        | Бадюк Марія Тодосівна         | 01.11.2010            | вища               | позапартійна           | Драчинецький загальноосвітній навчальний заклад І-ІІІ ст., вчитель                                   |
| 5                        | Верстюк Октавіан Петрович     | 01.11.2010            | середня спеціальна | позапартійний          | Драчинецький сільський будинок культури, директор                                                    |
| 6                        | Бацей Ігор Корнійович         | 01.11.2010            | вища               | позапартійний          | приватний підприємець                                                                                |
| 8                        | Боднарюк Ольга Іванівна       | 01.11.2010            | середня спеціальна | позапартійна           | приватний підприємець                                                                                |
| 9                        | Попадюк Аліна Костянтинівна   | 01.11.2010            | середня спеціальна | позапартійна           | Драчинецька лікарська амбулаторія сімейної медицини, акушер                                          |
| 10                       | Курчак Петро Филимонович      | 01.11.2010            | середня            | позапартійний          | приватний підприємець                                                                                |
| 11                       | Аврам Іван Михайлович         | 01.11.2010            | середня спеціальна | позапартійний          | Драчинецька сільська рада, землевпорядник                                                            |
| 12                       | Аврам Валентин Андрійович     | 01.11.2010            | середня            | позапартійний          | приватний підприємець                                                                                |
| 13                       | Токарюк Микола Георгійович    | 01.11.2010            | середня            | позапартійний          | приватний підприємець                                                                                |
| 14                       | Семенчук Ярослав Тодорович    | 01.11.2010            | середня            | позапартійний          | пенсіонер                                                                                            |
| 15                       | Кавценюк Микола Дмитрович     | 01.11.2010            | середня            | позапартійний          | приватний підприємець                                                                                |
| 16                       | Кавценюк Мирослав Миколайович | 01.11.2010            | середня            | позапартійний          | МВС в Чернівецькій області, водій                                                                    |
| 17                       | Жалоба Людмила Євгенівна      | 01.11.2010            | вища               | позапартійна           | Драчинецька сільська рада, головний бухгалтер                                                        |
| 18                       | Дяконенко Іван Михайлович     | 01.11.2010            | середня            | позапартійний          | ВАТ «Укртелеком», електромонтер зв'язку                                                              |
| 19                       | Танасюк Василь Георгійович    | 01.11.2010            | вища               | позапартійний          | Драчинецька сільська рада, секретар                                                                  |
| 20                       | Савка Григорій Степанович     | 01.11.2010            | середня спеціальна | позапартійний          | Драчинецька лікарська амбулаторія сімейної медицини, завгосп                                         |